# 周海江
周海江（1966年2月19日—），江苏无锡人，中华人民共和国企业家，红豆集团董事局主席。2018年，被评为改革开放40年百名杰出民营企业家。

## 家庭
父亲周耀庭是红豆集团创始人及前董事局主席，弟弟周鸣江，妹妹周海燕。其妻子为刘连红。